# Savoillan
 Savoillan  es una población y comuna francesa, en la región de Provenza-Alpes-Costa Azul, departamento de Vaucluse, en el distrito de Carpentras y cantón de Malaucène.
Está integrada en la Communauté de communes de la Vallée du Toulourenc.

## Demografía
| 85 | 52 | 56 | 59 | 49 | 79 |
| Para los censos de 1962 a 1999 la población legal corresponde a la población sin duplicidades (Fuente: INSEE [Consultar]) |    |    |    |    |    |